# Edmond Poullet
Edmond-Yves-Joseph-Marie Poullet est un juriste et historien du droit belge né le 31 décembre 1839 à Malines et mort le 12 décembre 1882 à Louvain.

## Biographie
Edmond Poullet est le fils de Prosper Poullet (1807-1881), président au tribunal de première instance de Louvain, professeur à l'Université catholique de Louvain, et d'Erminie Holvoet, ainsi que le petit-fils d'Yves Joseph Poullet et de Benoît Joseph Holvoet. Gendre d'Antoine Ernst, il est le père de Prosper Poullet.
Après ses études de droit, il s'inscrit comme avocat. Se consacrant aux travaux historiques.
En 1881, il est chargé de l'enseignement du droit public moderne de la Belgique à l'Université catholique de Louvain.

## Publications
- Histoire politique nationale. Origines, développements et transformations des institutions dans les anciens Pays-Bas (1882)
- Origines, développements et transformations des institutions dans les anciens Pays-Bas (1882)
- "Correspondance du cardinal de Granvelle" (1877)
- Les Constitutions nationales belges de l'Ancien régime à l'époque de l'invasion française de 1794 (1875)
- Essai sur l'histoire du droit criminel dans l'ancienne principauté de Liège (1874)
- Les gouverneurs de province dans les anciens Pays-Bas catholiques (1873)
- Histoire du droit pénal dans le duché de Brabant, depuis l'avènement de Charles-Quint jusqu'à la réunion de la Belgique à la France, à la fin du XVIIIe siècle (1870)
- Mémoire en réponse à la question suivante : Faire l'histoire du droit pénal dans l'ancien duché de Brabant (1867)
- Les Juridictions et la propriété foncière au XVe siècle dans le quartier de Louvain (1866)
- Mémoire sur l'ancienne constitution brabançonne (1863)

## Littérature
- Biographie nationale de Belgique, Académie royale de Belgique